# Montoro (Spagna)
Montoro è un comune spagnolo di 9 917 abitanti situato nella comunità autonoma dell'Andalusia.
Si trova a 195 m s.l.m. sulle colline ai piedi della Sierra Morena sulle rive del Guadalquivir, che è scavalcato da un bel ponte a quattro arcate costruito nel XVI secolo.
Fa parte della Mancomunidad del Alto Guadalquivir Cordobes (Associazione di comuni dell'Alto Guadalquivir del Cordovese).
Il Parque Natural Sierra de Cardeña y Montoro è in parte nel territorio comunale.
La sua economia è basata essenzialmente sull'agricoltura, in particolare sulla coltivazione dell'olivo e alla produzione dell'olio, per la quale esistono molti frantoi. È presente anche un attivo artigianato del cuoio, della ceramica, del legno e del ferro battuto ed esistono diverse piccole industrie radicate e solide, Si opera inoltre per incrementare il turismo facendo leva sui monumenti della città e sulla presenza del parco naturale. È stata dichiarata Complesso storico artistico nel 1969. Il clima è continentale molto secco e caldo d'estate, assai piovoso nell'autunno e nell'inverno.

## Storia
I ritrovamenti archeologici permettono di confermare la presenza umana nella zona nel Medio Paleolitico e l'esistenza nell'età del bronzo (1100-950 a.C.) di insediamenti fissi.
I primi abitanti furono gli Iberici e si suppone che colonizzatori greci vi si siano stanziati e l'avrebbero chiamata Apora. Sembra certa la presenza dei Fenici e certa quella dei Cartaginesi, ma fu con i Romani che questo centro ottenne il massimo splendore con il nome di Epora. Alleata con Roma durante le guerre puniche le fu attribuito il titolo di "Civitas Foederata" e poi, nei primi anni del Cristianesimo, di "Municipium".
Anche sotto i Visigoti che subentrarono ai Romani Epora mantenne l'indipendenza pur perdendo la floridezza che aveva raggiunto. Indipendenza che però perse con l'arrivo nel 712 degli Arabi, quando passò sotto il dominio dell'emirato di Cordova e fu costruita la loro fortezza nel posto dove ora si trova il Castello di Santa Maria de la Mota.
Nell'anno 1240 il re di Castiglia Ferdinando III il Santo la tolse ai Mori e nel 1245 Montoro entrò a far parte del regno di Castiglia sotto la giurisdizione di Cordova.
Nel 1659 Filippo IV la eresse a Ducato e divenne signoria della famiglia degli Olivares che la tennero fino alla fine del XIX secolo quando furono aboliti i privilegi feudali nel 1808. Ferdinando VII la dichiarò "Ciudad Noble, Leal y Patriotica", con i privilegi conseguenti al titolo, concesso per il comportamento tenuto durante l'invasione delle truppe napoleoniche che le causò diversi morti e la diminuzione della produzione nonostante fosse riuscita ad evitare la distruzione, sorte che capitò a molte altre città spagnole.

## Monumenti
Ermita de San Jacinto chiesa barocca del XVIII secolo, le chiese parrocchiali di San Bartolomé dei secoli XV-XVI con torre del XIX e di Nuestra Señora del Carmen barocca del XVIII secolo, le chiese di Santiago e di San Juan de Letrán del XVI secolo, Las Tercias, edificio del 1784 adibito a magazzino per olio e vino, trasformato nel Museo dell'ulivo, l'Ayuntamiento nella Casa Ducal del XVI secolo appartenuta alla duchessa d'Alba.
Museo Pintor Rodríguez Luna, sistemato nella Ermita di San Jacinto. Il pittore Antonio Rodríguez Luna (1910-1985), nativo di Montoro, post-impressionista e poi surrealista, fu costretto dal regime di Franco ad andare in esilio in Messico dove visse per molti anni, ritornato in patria poco prima di morire donò a Montoro dodici suoi quadri esposti nel museo che il Comune gli ha intitolato.
Altri monumenti sono il ponte sul Guadalquivir di cui si è già detto all'inizio e che viene chiamato comunemente Puente de las Donadas perché per costruirlo si indisse una sottoscrizione e le donne donarono i loro gioielli, l'Hospital de Jesús Nazareno del secolo XVII, la Plaza de Toros del 1884 distrutta durante la guerra civile e ricostruita nel 1951. Può contenere 3500 spettatori, vi si svolgono periodicamente spettacoli taurini con maggiore frequenza durante le feste in onore della Madonna del Rosario, patrona della città. In maggio ci sono la Fiera dell'ulivo e Las cruces in cui ogni quartiere viene ornato da artistiche croci floreali attorno alle quali si danza. Altre feste si hanno in ogni parrocchia nella ricorrenza del proprio patrono, per la Settimana Santa e per il Carnevale.